# 禁酒

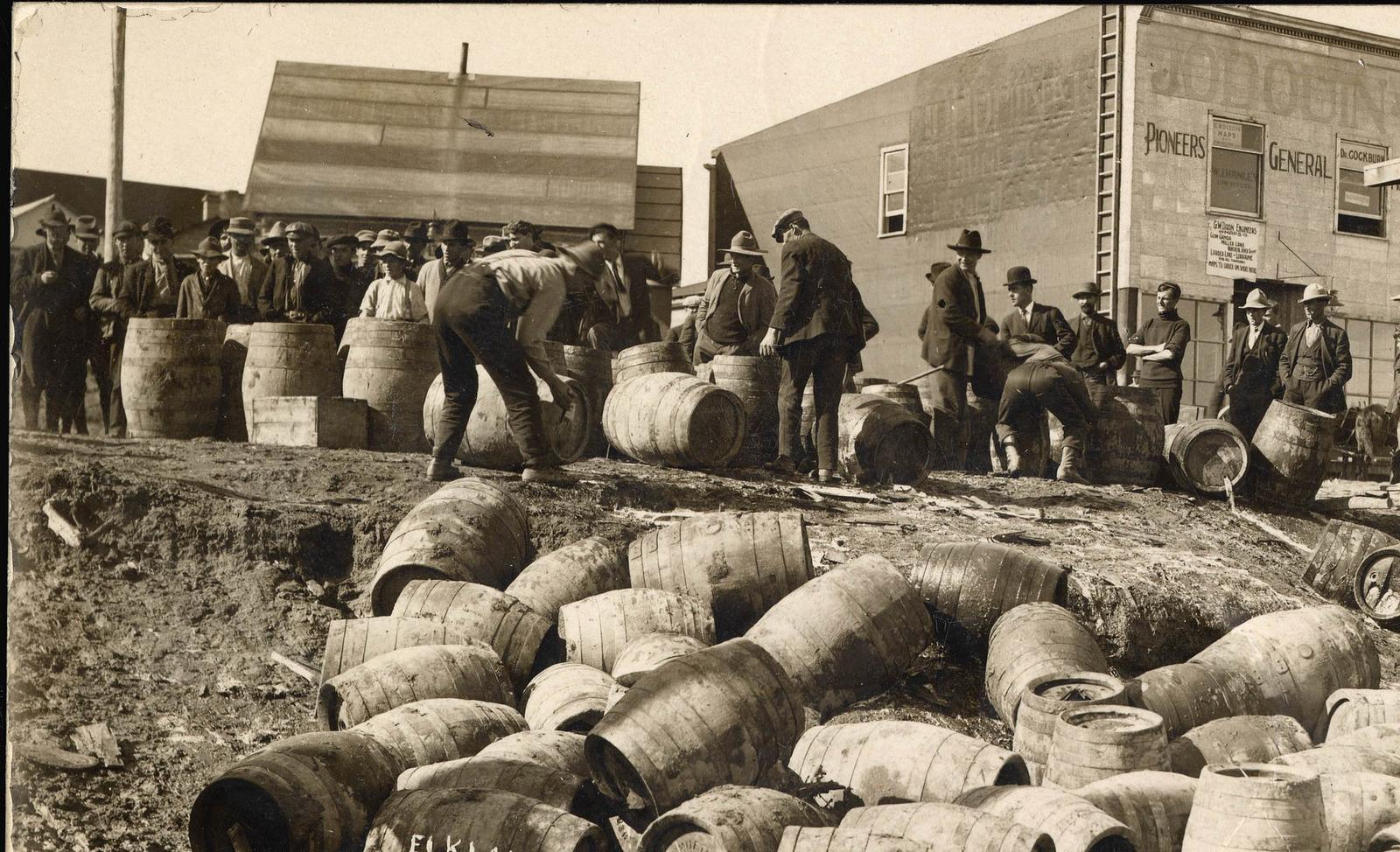
1925年在加拿大的詹姆斯 (安大略)進行了一次警察突襲沒收非法酒精。

禁酒又稱禁酒令，就是禁止製造、運輸、進口、出口、銷售、飲用酒（即含酒精飲料）的情形。一般與宗教信仰、政治、治安與醫療有關。各國歷史上行使禁酒令的時期為禁酒令時期。由於酒類禁毒政策最終在西方社會並不成功，當代禁酒運動（反對者稱為新禁酒運動〔Neo-prohibitionism〕）只能要求立法限制或倡導移風易俗，以減少酒的銷售與消費，例如瑞典將酒類視為管制用藥、部分歐美國家要求不得在公共場所持有酒類、泰國推出酒精宵禁等。
某些宗教亦傾向禁酒，包括猶太教、伊斯蘭教與佛教。在伊斯蘭世界，多以法律的明文禁止平時買賣酒類，且和持有與販賣毒品同罪。除了日本佛教以外的佛教派別，在戒律中提及不允許飲酒作為消遣慾樂（然而含酒精但不致人醉的飲食除外，如酒釀）。道教規定道士不禁酒，但不得酗酒。在酒類合法文化的國家地區，也有避免帶入如學校、工作場所等攝取的不成文禁忌。

## 歷史
《战国策·魏策二》中有《梁王魏婴觞诸侯于范台》一篇，讲梁王魏婴与众诸侯在范台饮酒，请鲁国君主举觞，鲁国君主劝谏说：“过去，尧的女儿令仪狄酿造美酒，进献给大禹，大禹喝了以后觉得很甜美，于是疏远了仪狄，并戒了酒。说：‘后世必定有因为饮酒而亡国的！’”此事不见于《史记》等正史记载，其他史书也没有记载，《战国策》本身又有不少虚构成分，且为鲁国君主所转述，可信度存疑；另外，此事只是说大禹自己不再饮酒，并没有说下令全国禁酒。因此，“大禹禁酒”一说难以成立。

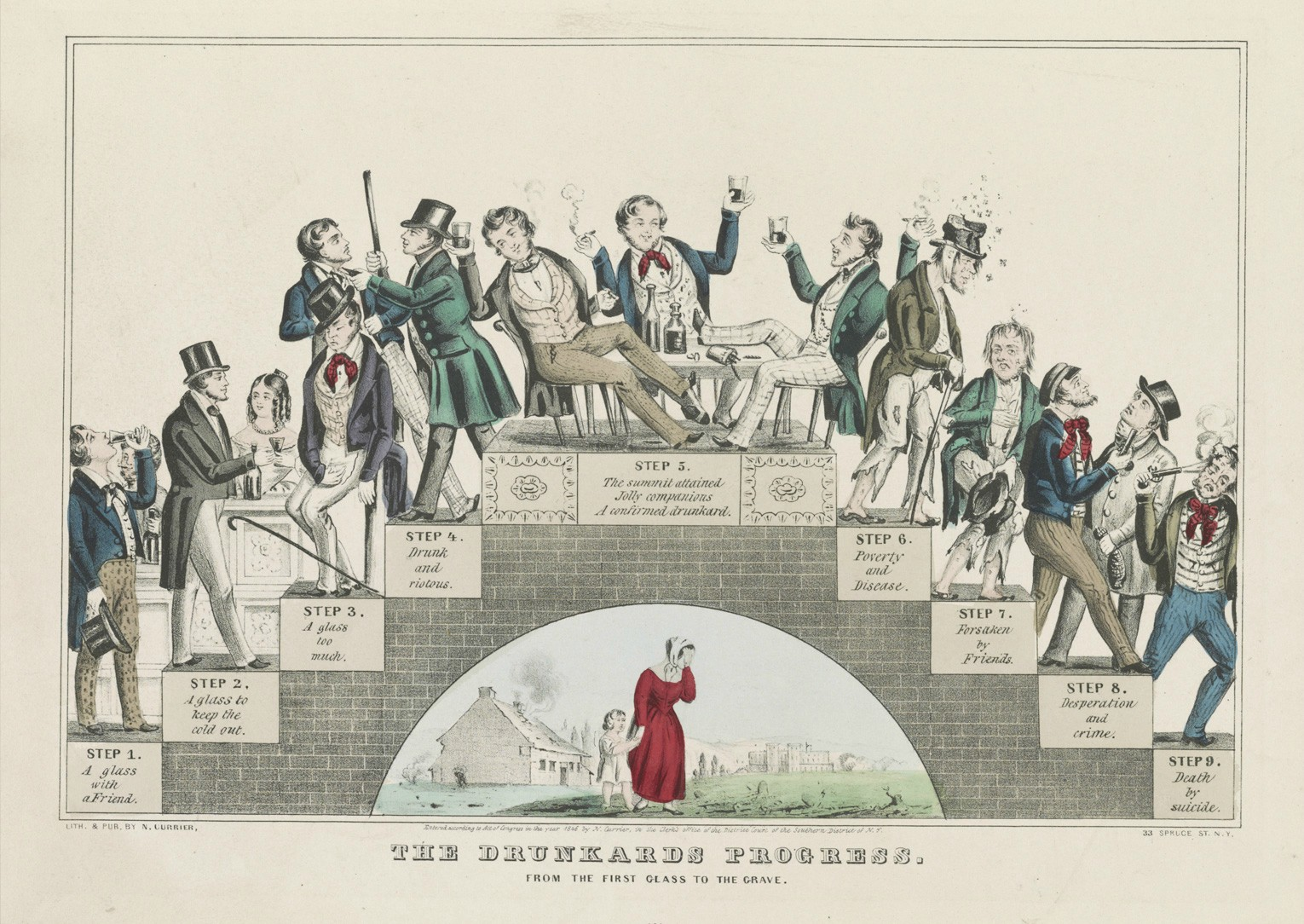
酒鬼的發展：由Nathaniel Currier所製的平版印刷，以支持戒酒運動，1846年1月。

漢摩拉比法典（約公元前1772年），明確禁止為錢而售賣啤酒。它只能用來換取大麥：「如果一個啤酒賣家沒有收取大麥作為啤酒的價格，但如果她收取金錢或者做出來的啤酒分量小於所收到的大麥分量，他們應該把她扔進水裡。」
20世紀前半有一些國家施行過禁酒令：
- 1907年-1948年 愛德華王子島，加拿大其他省份也曾施行时间较短的禁酒
- 1907年-1992年 法羅群島
- 1914年-1925年 俄羅斯和蘇聯
- 1915年-1933年 冰島（啤酒至1989年才解禁）
- 1916年-1927年 挪威（1917年葡萄酒和啤酒也被納入）
- 1919年 匈牙利蘇維埃共和國，3月21日至8月1日
- 1919年-1932年 芬蘭
- 1920年-1933年 美國

## 北美洲

### 美國
1917年，由於美國憲法第十八修正案，美國成為禁酒的國家。當時政府在憲法的修正案通過後執行禁酒令，維持了13年，从1920年1月17日至1933年12月5日，這段期間稱為禁酒時期（Prohibition Era）。目前在美國的南部和中西部一些地方仍然有禁酒的郡或鎮（稱為dry counties或dry towns）。
基於清教徒的背景，美國是西方社會具有最強烈禁酒情緒的國家之一（另一些是北歐國家）。美國禁酒令是依據1919年1月16日批准的美國憲法第十八修正案和1919年10月28日通過的沃爾斯泰德法（Volstead Act）來實行。在1920年1月16日第18憲法修正案生效日開始執行，由聯邦禁酒探員（警察）執法，而推行禁酒令的驅動力，主要來自於共和黨和禁酒黨，以及他们代表的刚获得选举权不久的女性选民。
美國的许多州禁止在酒吧和餐馆以外的公共场所饮酒，如体育馆、街道、交通工具。合法买酒的年龄是21歲以上（包括啤酒），买酒时需出示含有照片的身分证明（驾照、护照、公民证）。而且只能在限定地方買到（啤酒可以在某些地區的超級市場買到，其他酒類有專門的店舖發售）。美國總統喬治·沃克·布希的兩個女兒曾經因未成年飲酒引起舉國嘩然。
戒酒運動組織也有希望禁酒的分支。這些組織在全國性禁酒開始前，就已給美國帶來許多改變，在1905年的時候有三個州宣告酒是非法，1912年增加到九個，到1916年時，48個州裡有26個禁止酒的買賣。

雖然禁酒後販酒非法，但仍然很容易可以在地下酒吧（Speakeasy，意为輕聲說話）和其它地下組織買到，「地下酒吧」的名稱源於買者須輕聲說服看門人讓他們進去，看門人的工作是過濾看起來像禁酒探員的人，探員們沒有強行進入的職權，因此如果看門人不同意他們就沒辦法進入。也有很多人留有私人吧台，用來招待訪客。大量酒品從加拿大經陸路或五大湖走私進來，還有從法國的聖皮耶與密克隆群島，還有東岸甜酒經營走私線等。

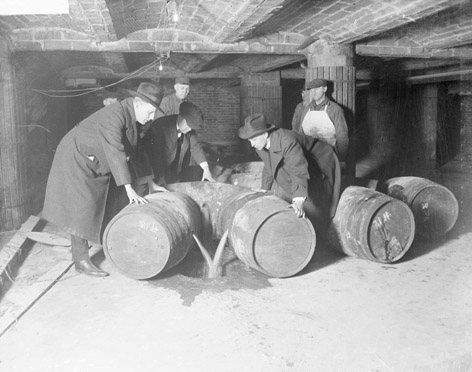
禁酒探員們正在銷毀酒

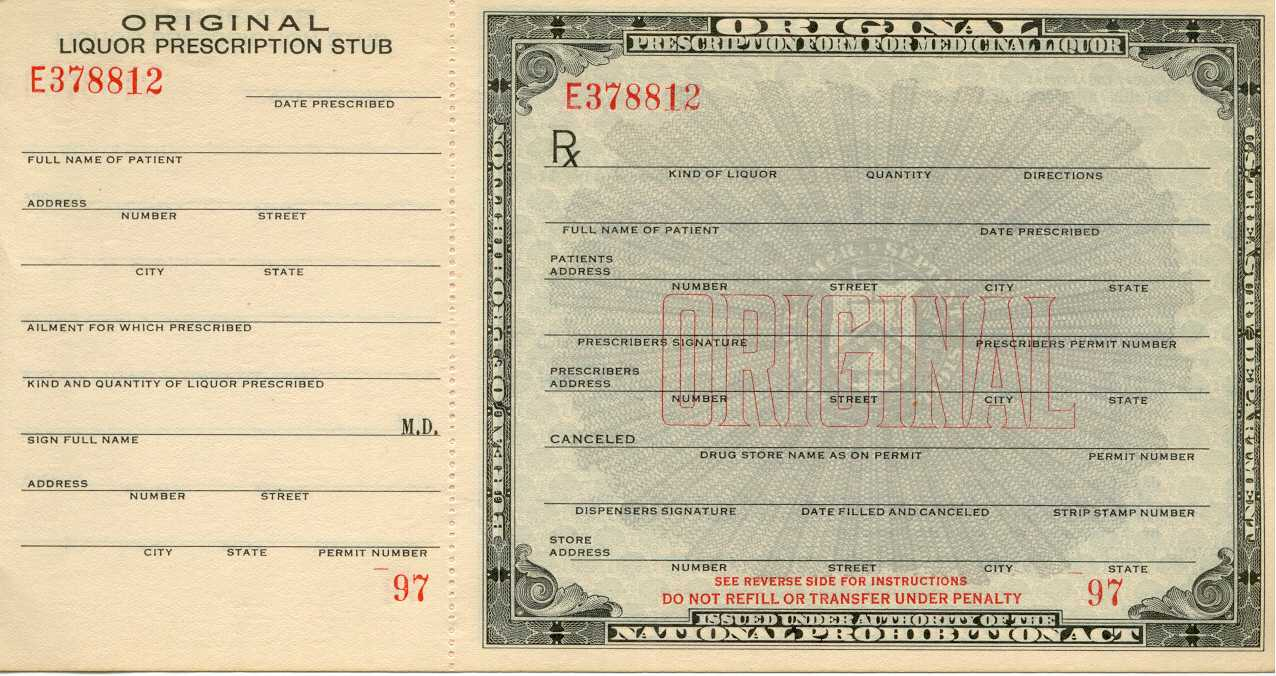
用酒的醫療表單

合法和不合法的家庭釀酒在禁酒令時期都很流行，家裡可以合法釀造一定數量的葡萄酒和蘋果酒。也有一些商業販賣的葡萄酒，但只能從公賣局手中購買來供宗教儀式使用，特別是天主教和美國聖公會的聖餐，還有一些猶太教的儀式。賣「麥芽和蛇麻草」的商店在全國各地冒起，很多前釀酒廠轉為販賣從麥芽提煉出來的糖漿，表面上是為了烘焙和「飲料」的用途。
用醫生處方可以買到威士忌，處方上雖然有清楚標記醫療用途外的所有其他用途都是非法，但很多醫生還是隨意填寫發放這些處方，藥劑師也不會問任何問題，「病患」的數目因此戲劇性的大量增長。官方從未嘗試限制這些行為，所以很多人用這個方法來獲得酒，據估，醫生隨意發放的處方一年消費了超過一百萬加侖的酒。
美國禁酒令的限制只在於酒的製造、販賣和運輸，不包括酒的持有和飲用，因此在第18憲法修正案前，就已經買或製造的酒在整個禁酒令時期都可以合法供應。
有一些成就卓越的國民和政治家後來也承認曾在禁酒令時期喝酒，例如哈定總統就讓自己白宮的私酒庫存一直是滿的，雖然他當參議員時候是投支持禁酒令一票，法律與具體實踐間的差異，導致許多人對官方的鄙視；有一些禁酒令的執法者收取賄賂，換取對幫派非法釀造睜一隻眼閉一隻眼。美國禁酒令在實行上有很多問題，事先估計推行禁酒令須要的花費是大約六百萬元，但在一段時間後更多人非法飲酒，更多的錢流入幫派口袋，幫派然後再用這些錢賄賂官員來忽視他們的非法行為，推行禁酒令的花費因此增加，這些錢有時候最終流入貪污的禁酒執法者手中。
禁酒令提供了有組織犯罪的獲利機會，他們接管酒的進口（私酒業）、製造和銷售，最著名的私酒業者之一艾爾·卡彭（Al Capone），他的犯罪帝國主要就是利用由從非法販酒得來的利潤建立。
因為酒的製造主要是在犯罪者和秘密家庭釀造者手中，因此品質差異很大，有些人在喝了從工業酒精和有毒化學品製造的家庭私酒後瞎掉，或者腦部受損，其中一例事件是關於一個叫牙買加生薑（Jamaican ginger）的偏方，使用者稱之為「傑克」（Jake），它有非常高的酒精含量。牙買加生薑因其姜油树脂成分的味道而被归类为不可饮用，因此尽管含有酒精，但仍可以合法销售。Hub Products Corporation的总裁哈里·格罗斯（Harry Gross）决定将磷酸三甲苯酯混溶入姜油树脂，以在生产更可口的酒精饮料的同时避免禁令检测。尽管磷酸三甲苯酯最初被认为是无毒的，但它后来被确定为一种神经毒素，并造成了数以万计的人足部和手部长期癱瘓，其中许多患者都受到了永久性的神经损伤。；還有一些業餘蒸餾愛好者用老舊的汽車冷卻器來蒸餾酒飲。這樣生產出來的產品會有過高的鉛鹽含量，常導致致命的鉛中毒；非專業蒸餾對生產者也是一種危險，因為差勁的蒸餾器有時候會炸掉。
也有不少含酒精產品酒精含量剛好在法定限制之下，稍微加工後這些產品可能可以和真的酒一樣，其中一個叫淡啤酒（near beer），剛好在法定0.5%的限制之下，雖然差不多是無酒精，但它提供了詳細按部就班的教學說明書，告知買者什麼是他們不應該做的，消費者因此可以很容易的按照提供的簡單教學自己製造含酒精啤酒。
在1933年2月17日布萊恩法（Blaine Act）通過，將沃爾斯泰德法修正為容許3.2%酒精含量的飲料。同年12月5日第21憲法修正案通過，廢止了第18憲法修正案。
很多1920年代的社會問題被歸成禁酒時期問題，高利潤、動輒使用暴力的酒品黑市的繁榮，敲詐勒索因為執法官員的腐敗而盛行，烈酒的走私利潤較高使得烈酒反而更為流行，執行禁酒令的花費很高，又失去了來自酒品的稅收（約5億美元一年），使得國庫大受影響，1933年第21憲法修正案通過而撤消禁酒令，這使得有組織犯罪因來自合法賣酒商店的低價競爭，幾乎失去他們所有來自酒品黑市的利潤，黑帮的势力大为降低。但不久後這些有組織犯罪就改為販賣非法毒品。一些经济学家，如诺贝尔奖经济学家获得者米爾頓·佛利民（Milton Friedman）就反对“禁毒战争”，認為「向毒品宣戰」與禁酒令的本质相同。禁毒战争剥夺人的自由，更导致黑市交易和黑帮兴旺，但也有人認為這種比較不正確。
禁酒令對美國釀酒產業有顯著的影響，禁酒令結束後，之前存在的釀酒廠大約只有一半重新開始營業，許多小型的釀酒廠就此永久倒閉。因為主要只有大型釀酒廠得以存活，美國啤酒被批評為缺乏個性、是大量生產出來的日用品，許多啤酒評論家們對美國啤酒品質的下降和種類的減少感到悲嘆，弗利次·梅塔格（Fritz Maytag）提倡的小型釀酒革命幫助美國釀酒業從後禁酒令的憂鬱期醒來。
值得注意的是有研究显示顯示在禁酒區，醉酒駕駛而導致交通意外的機率比非禁酒地區高。

### 加拿大
加拿大為禁酒令在1898年辦了一次正式但不具約束力的公投，結果51.3%贊成48.7%反對，投票率44%，除魁北克外所有省支持者都是多數，魁北克反對票達81.1% （页面存档备份，存于），雖然多數贊成但威爾弗里德·勞雷爾（Wilfrid Laurier）政府決定不引進聯邦禁酒法案，可能原因是魁北克的強烈反對。
因此，在20世紀前20年加拿大的禁酒令是由各省自行通過法律實行，愛德華王子島在1900年第一個引進禁酒令，亞伯達和安大略在1916年，魁北克在1918年通過法案決定將在1919年禁酒直到第一次世界大戰結束，不過因為一戰在1918年就結束因此此省從未實施禁酒令。各省後來撤銷她們的禁酒法律，大多發生在1920年代，魁北克第一個在1920年，她是實施禁酒令時間最短的省，愛德華王子島最慢在1948年，亞伯達和薩克其萬在1924年撤銷，在發現此法無法落實後。
在發現他們無法完全停止人們飲酒後，戒酒運動擁護者利用酒飲控制委員會，成功施壓使所有省份和領土政府盡量縮減酒的銷售可能。

## 欧洲

### 阿爾巴尼亞
阿爾巴尼亞自從1912年脫離鄂圖曼帝國獨立至今一直沒有禁酒，大量阿爾巴尼亞國民日常生活視酒類為每日進食時的必需品，而國內有大量釀酒廠和酒精企業，由於阿爾巴尼亞的啤酒較意大利便宜，每逢旅遊旺季就有大量意大利遊客前來阿爾巴尼亞品嚐各類的酒品，釀酒業更是阿爾巴尼亞旅遊業和飲食業經濟支柱之一，部分酒莊設有旅遊導賞團提供釀酒和品酒體驗。

### 科索沃
與阿爾巴尼亞同宗同源的科索沃自獨立以來也沒有禁酒令，儘管全國有95%有信仰者為穆斯林，不過科索沃各大餐廳、士多、超級市場皆有提供大量酒類製品，國內亦有啤酒烈酒品牌且酒類廣告隨處可見。國民因世俗主義和西化也極為普遍時常會在公開場合飲酒，即使在齋戒月也會破戒飲酒，與中東的保守伊斯蘭國家差異甚大同時也較土耳其、阿塞拜疆、突尼斯等穆斯林佔多數的國家要開放，因此科索沃被視為最不像伊斯蘭而穆斯林又佔一半或以上的國家。

### 英國
英國從未頒布禁酒令，但受到自由黨員如大衛·勞合·喬治的倡議，特別是政治本部位於衛理公會地區如威爾斯的自由黨員。在第一次世界大戰時，英國限制酒品數量和加稅，並猛烈減少酒館的營業時間，戰爭結束後，對數量的限制停止了，但稅和營業時間不變。酒館仍然是英國人的設施，但變得比較莊重，在1913年英格蘭和威爾斯有執照的酒館有88739家，1922年82054家，1930年是77821家。對啤酒的消費從1913年3500萬桶，跌至1918年1300萬桶，1920年恢復至2700萬桶，1927年以後維持在2000萬桶。威士忌和其它酒類下跌的很嚴重，從1913年的3170萬加侖，1920年2200萬加侖，到1930年的1000萬加侖。暈醉遭起訴的案子也劇烈減少，從1913年153112男和35765女，1922年63253男和13094女，至1930年44683男和8397女。[Statistical Abstract of U.K., 1930 pp. 88]

### 北歐五國
北歐五國，除了丹麥，有悠久的節制喝酒傳統，冰島從1915年到1922年實行禁酒令（啤酒禁到1989年），挪威1916年到1927年，芬蘭1919年到1932年，瑞典從1914年到1955年實施一種配額制度，並在1922年發動完全禁酒公投，但未通過，法羅群島禁酒至1992年。今天的北歐各國，除了丹麥，嚴格控制酒品販賣，設立政府專賣公司賣酒給消費者，例如挪威挪威國家酒局，瑞典Systembolaget，冰島Vínbúð和芬蘭Alko。斯堪的那維亞的戒酒運動與善良武士國際組織有密切連繫，這些希望政府嚴格管制酒的消費的組織，在過去幾十年會員數和活動不斷減少，但現在又開始增長，例如瑞典IOGT-NTO在2005年淨增12500名會員。

### 俄國和蘇聯
俄羅斯帝國1914年開始一種變相禁酒，蒸餾酒僅限於餐廳販賣，此法在俄國革命和俄國內戰混亂中繼續實施延續至蘇聯時期，直到1925年為止。
1985年-1988年间，戈尔巴乔夫颁布了部分禁酒的《关于消除酗酒的措施》，抬高伏特加、白酒和啤酒的价格，销售的时间和数量受到限制，饮酒场景从电影中剪辑掉，伏特加生产转入地下。

## 亚洲

### 中國
在中国，酒文化属于中国文化的一部分，祭天祭祖等祭祀活动必须用酒。中国历史上没有现代意义上的完全的禁酒令，但历史上有时会因各种原因限制人们过度饮酒。
《尚书·酒诰》是周公命康叔在殷商故地卫国劝诫人民不要酗酒的诰辞。但它不同于现代意义上的禁酒令。《酒诰》仅仅是劝诫人民不要酗酒，并且表示可以在祭祀的时候饮酒，且要将酒食进献给老人、君长，且没有提到惩罚。
西漢初年，丞相蕭何曾制定法律限制人們聚集飲酒，並制定了「三人以上無故群飲酒，罰金四兩」這樣的法律條文。
東漢晚期，曹操曾經為了因應糧食短缺的問題及戰爭的需要而禁酒，孔融曾為此寫《難曹公禁酒書》表達抗議；除此之外，劉備和呂布也曾一定程度上禁酒。
现在，中华人民共和国和香港特別行政區的法律禁止向未满18岁的未成年人售酒，并未规定最低饮酒年龄。

### 日本
日本戰國時代時，陸奧國的大名蘆名盛氏也曾經兩度頒布禁酒令，第一次理由不明，第二次是因為嫡男盛興中酒毒而死去。

### 印度
印度境内有四个邦（古吉拉特邦、比哈尔邦、曼尼普尔邦和那加兰邦）和一个中央直辖区（拉克沙群岛）施行全面禁酒，但在古吉拉特邦，外国游客和居住在印度其他地区的游客可以申请买酒许可。某些國定假日如獨立日和甘地出生紀念日不應喝酒。

## 澳洲

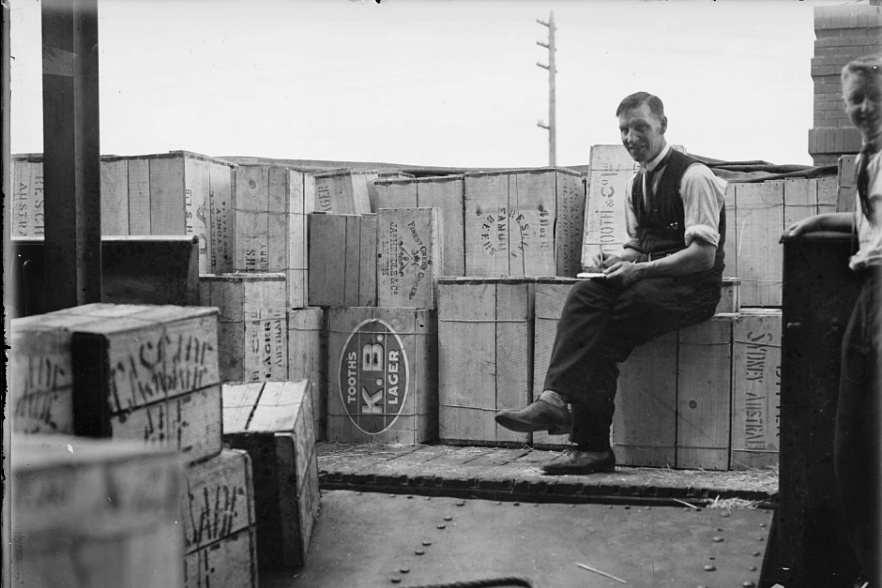
1928年禁酒令廢除後第一批運往坎培拉的酒。

在澳洲各處偏遠地區分布許多禁酒的原住民社區，將酒運入這些社區會受到嚴重懲罰，使用的載具也可能會被充公，在北領地的禁酒地區，所有用來運酒的運輸工具都會被沒收且不得上訴。
澳洲有不少地方曾經禁酒，包括首都坎培拉，此地曾在1910年至1928年禁酒，政治家金·歐馬利（King O'Malley）在首都特區剛成立時，在當時還在墨爾本的聯邦國會立法將之定為禁酒區，聯邦國會在1927年從墨爾本搬至坎培拉後，新國會最早通過的法案之一就是廢除歐馬利的禁酒令。
一些墨爾本的週邊城鎮曾長時間禁止賣酒（不限消費），其中一兩個還存在，阿斯科特溪谷（Ascot Vale）在剛設立時是禁酒小鎮，但很快就有旅館在城鎮外緣設立。
與之相似，農業小鎮米爾杜拉（Mildura）在1887年剛設立時也是禁止賣酒，這是由她的建立者恰飛兄弟（George Chaffey及William Chaffey）制定，但酒隨時可以從附近的溫特沃斯（Wentworth）買到，最終禁令解除。

## 伊斯兰世界
禁止饮酒的条文来自《古兰经》第五章·筵席
|  | 第七卷 90.信道的人们啊！饮酒、赌博、拜像、求签，只是一种秽行，只是恶魔的行为，故当远离，以便你们成功。 91.恶魔惟愿你们因饮酒和赌博而互相仇恨，并且阻止你们记念真主，和谨守拜功。你们将戒除吗﹖ |

同时，《古兰经》没有明确禁止穆斯林携带、触碰酒水。记录先知穆罕默德言行的《圣训》中，穆罕默德不仅谴责饮酒者，同时谴责制作、销售、购买、搬运酒水的人。因此形成穆斯林对酒的禁忌。

### 中亞、北非
沙烏地阿拉伯完全禁止酒的生產、進口或消費，並對違反者設立嚴厲懲罰，包括從數個禮拜到數個月的監禁和鞭刑。科威特也一樣。雖然這是沙烏地阿拉伯的官方立場，但有錢到足以藐視法律的居民經常違反，國內也有一些地方可以買到豬肉和酒。在1991年海灣戰爭期間，聯軍禁止部隊飲酒以示對當地信仰的尊重。
卡達禁止酒的進口，在公共場所喝酒或暈醉可能會導致入獄或是被驅逐出境，不過在有執照的旅館餐廳和酒吧可以買到，卡達的外國居民也可以從合法管道取得酒。例如在世界杯期间，当局就在球迷村内开设了向外国球迷售卖啤酒的摊位。
阿拉伯聯合大公國將買酒限制為只有有居住許可證，而且有內政部的買酒執照的外國非穆斯林人得以買酒，不過酒吧、俱樂部和其他有買酒執照的設施不受這種限制。
不同于其他国家，巴林是第一个该地区允許飲酒的国家，她也因此被誉为“最進步和最早繁榮”的海灣國家，受那些穿越堤道從沙烏地阿拉伯來的人的好評。
伊朗在1979年革命後不久開始限制酒的消費和生產，並對違反者給予苛刻的懲罰，不過官方承認的非穆斯林少數民族可以生產葡萄酒，供他們自己消費和宗教儀式如聖餐禮使用。
在塔利班統治阿富汗期間，饮酒对于本国人和外国人都是明令禁止的。但塔利班被趕走後，對外國人的禁令取消，外國人可以在一些商店出示護照證明自己是外國人買酒。但在塔利班重新上台后则恢复了原先的禁令。
利比亞禁止進口、販賣和消費酒，並對違反者重罰。

### 南亚
巴基斯坦從1947年開始允許酒的自由販賣和使用，但在1977年，佐勒菲卡爾·阿里·布托（Zulfikar Ali Bhutto）總理下台前一個禮拜定出限制，自此後，只有非穆斯林的少數族群如印度教徒、基督徒和瑣羅亞斯德教徒（拜火教）可以申請買酒許可，每月的配額量取決於他們的收入，通常是約5瓶烈酒或100瓶啤酒，在這個1億6千萬人口的國家，只有約60個可以賣酒的集市，且只賣合法的酒釀，例如在拉瓦尔品第（Rawalpindi）是莫里啤酒（Murree Brewery）。禁酒令由伊斯蘭思想委員會監督，受到嚴格執行，不過宗教少數族群們常將他們的買酒許可賣給穆斯林，酒的黑市也一直存在。
孟加拉国也執行禁酒令，但一些有執照的旅館和餐廳可以賣酒給外國人，外國人也可以進口少量酒供私人使用。
馬爾地夫禁止進口酒，釀造酒只有外國觀光客能在度假島買，且不得攜離本国。

### 汶萊
非穆斯林可帶少量酒入境供私人使用。

### 非伊斯兰国家的穆斯林社区
在中华人民共和国，商务部2005年第25号令《酒类流通管理办法》和《中华人民共和国未成年人保护法》规定，仅禁止向未成年人出售酒水。而中国大陆的穆斯林社区则要求清真餐厅和商店禁止出售酒水。以西安回坊为例，曾多次出现禁酒号召，要求清真餐厅和商店不得经营酒类。
现在，绝大多数清真餐厅都不会出售酒水并谢绝客人在店饮酒。

## 禁酒的政治
禁酒也與民族主義、法西斯主義和女性主義等政治運動扯上關係。
- 墨索里尼統治下的意大利曾經關閉了數千家酒吧。
- 希特勒雖然不喜喝酒，但沒有命令德國禁酒。
- 3K黨亦支持禁酒。
- 波蘭在十九世紀將「免於酒精的束縛」連繫到民族的自主。

## 參见
- 禁烟